# Saulce-sur-Rhône
Saulce-sur-Rhône is een gemeente in het Franse departement Drôme (regio Auvergne-Rhône-Alpes). De plaats maakt deel uit van het arrondissement Valence. Saulce-sur-Rhône telde op 1 januari 2022 1.882 inwoners.

## Geografie
De oppervlakte van Saulce-sur-Rhône bedraagt 18,43 vierkante kilometer; de bevolkingsdichtheid is 100 inwoners per km² (per 1 januari 2019).

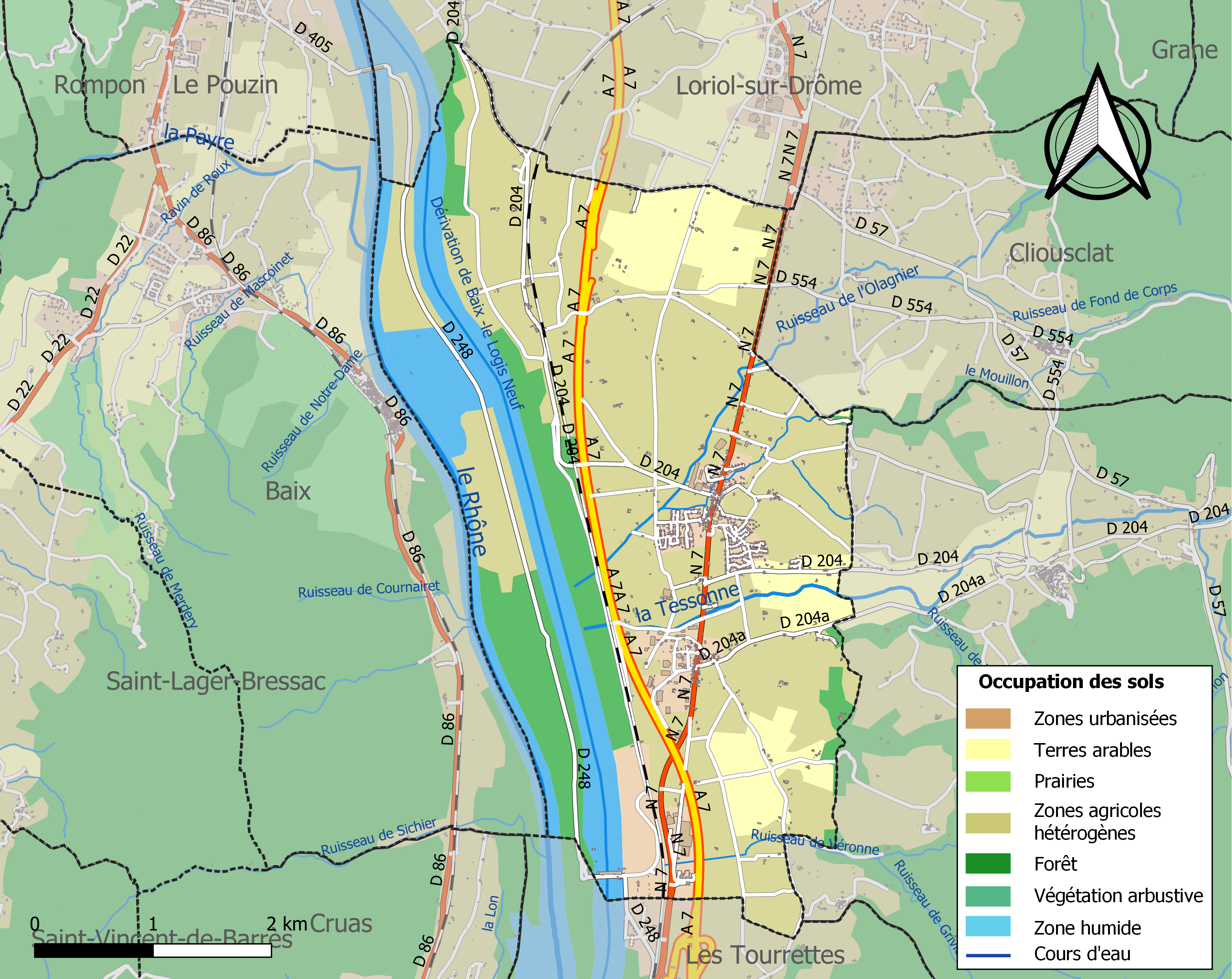
Kaart van de gemeente met belangrijkste infrastructuur, bodemgebruik en omliggende gemeenten

## Demografie
Onderstaande figuur toont het verloop van het inwonertal (bron: INSEE-tellingen).